# Para (dystrykt)
Para – dystrykt w północnym Surinamie. Ośrodkiem administracyjnym dystryktu jest Onverwacht. Powierzchnia dystryktu wynosi 5393 km², a liczba ludności 24 700 (2012). Na terenie dystryktu eksploatuje się znaczne złoża boksytów.

## Okręgi
Dystrykt Para podzielony na pięć okręgów (ressorten):
- Bigi Poika
- Carolina
- Noord
- Oost
- Zuid